# Ponovo radi bioskop
Ponovo radi bioskop je epizoda Dilan Doga objavljenja u br. 2 obnovljene edicije Zlatne serije, koju je pokrenuo Veseli četvrtak. Epizoda je objavljena 29.03.2018. godine. Koštala je 350 dinara (3,64 $). Imala 94 strane. Nakon nje objavljena je epizoda “Saldo”. Na početku epizode nalazi se kratak tekst Marka Šelića o Zlatnim godinama.

## Originalna epizoda
Originalna epizoda pod nazivom Nuovo Cinema Wickedford objavljena je u godišnjaku Dilan Dog Magazin br. 1, koji je objavljen u Italiji 24.03.2015. god. Sveska je sadržala ukupno dve epizode i imala 176 strana. Scenario za epizodu je napisao Davide Barzi, a epizodu nacrtao Bruno Brindisi.

## Kratak sadržaj
Na poziv penzionisanog inspektora Bloka, Dilan Dog kreće bubom u Vikedford. Zalutavši na putu, nailazi sliučajno na Donalda i Patrika, koji su se uputili u Vikedford da snimaju film o Blumenbahu, misterioznom horor-filmu iz 1974. godine, koji nikada nije puštan u bioskopima. Na večeri, na kojoj prisustvuje i inspektor Blok, Donald i Patrik im pričaju kako traže režisera filma, direktora fotografije, kao i dvoje glumaca i filma, koji stanuju u Vikedfordu. Nakon toga, Dilan i Blok nalaze dvoje glumaca iz filma mrtve i kreću u potragu za režiserom i direktorom fotografije. Istraga ih vodi do napuštenog rudnika Morvelmaut kvaj, u kome je snimljeno nekoliko kultnih scena ovog filma.

## Alternativna naslovna strana
Alternativnu naslovnu stranu nacrtao je Stevan Subić.

## Naredna epizoda
Pre ove epziode objavljena je epizoda Teksa Vilera Ranč slobode (08.02.2018), a nakon ove epizode objavljena je epizoda Zagora pod nazivom Beli vrač (10.05.2018.)